# Гуарамиранга
Гуарамиранга (порт. Guaramiranga)  —  муниципалитет в Бразилии, входит в штат Сеара. Составная часть мезорегиона Север штата Сеара. Входит в экономико-статистический  микрорегион Батурите. Население составляет 6025 человек на 2006 год. Занимает площадь 59,471 км². Плотность населения — 101,3 чел./км².
Праздник города —  1 сентября. 

## История
Город основан в 1890 году.

## Статистика
- Валовой внутренний продукт на 2003 составляет 12.519.199,00 реалов (данные: Бразильский институт географии и статистики).
- Валовой внутренний продукт на душу населения на 2003 составляет 2.128,39 реалов (данные: Бразильский институт географии и статистики).
- Индекс развития человеческого потенциала на 2000 составляет 0,654 (данные: Программа развития ООН).

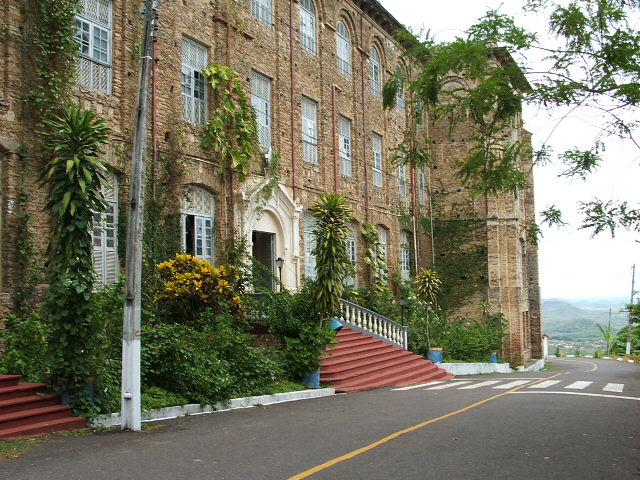
Монастырь

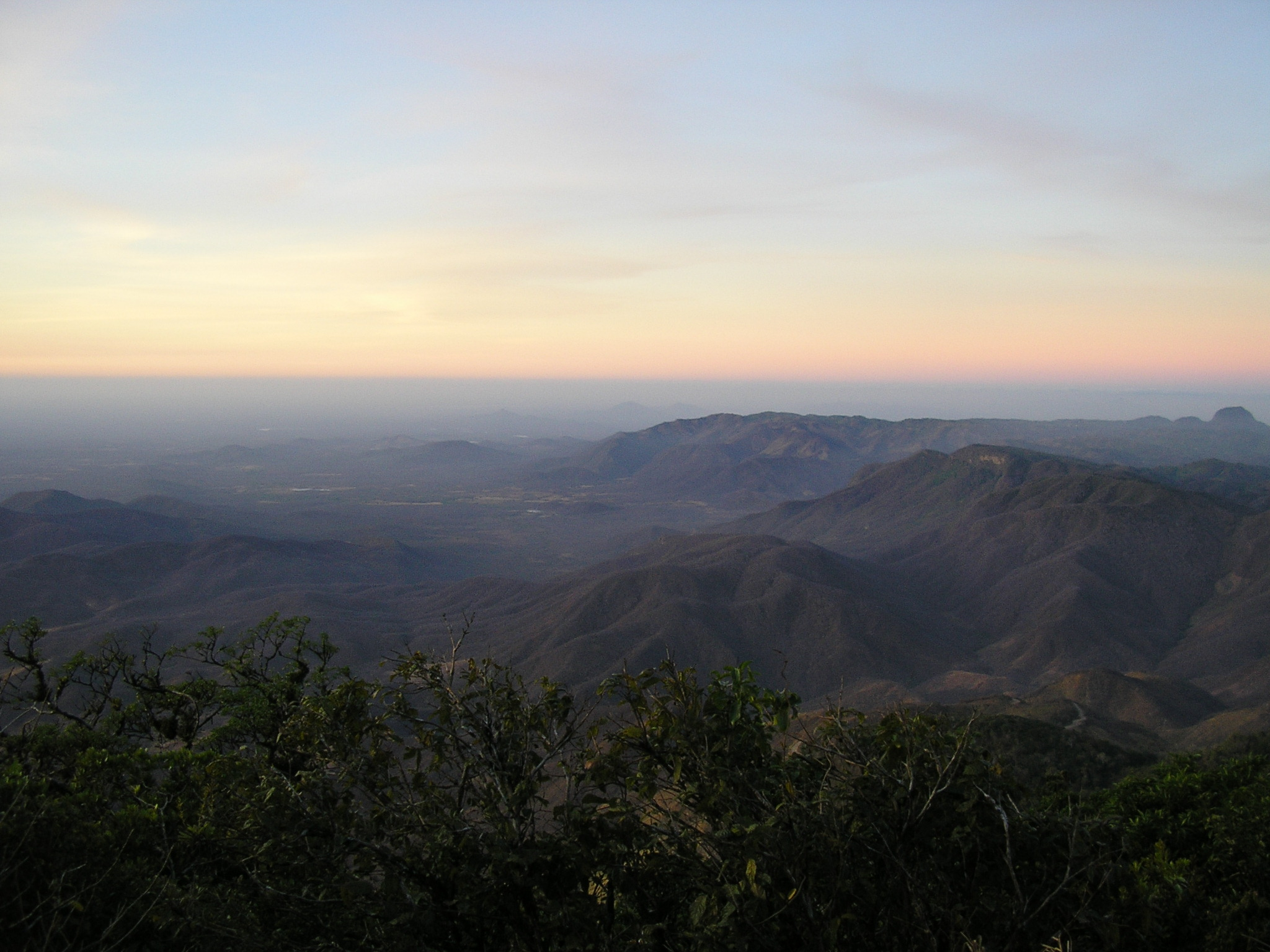